# Бидак, Владимир Степанович
Владимир Степанович Бидак (7 января 1952, с. Новокиевка, Гайский район, Оренбургская область, РСФСР, СССР — 7 февраля 2021, Раменский район, Московская область, Россия) — советский и российский художник декоративно-прикладного искусства, член-корреспондент Российской академии художеств (2018).

## Биография
Родился 7 января 1952 года в с. Новокиевка Гайского района Оренбургская область, жил и работал в Московской области.
В 1978 году — окончил факультет декоративно-прикладного искусства, отделение художественной керамики Московского технологического института.
После окончания института пришел на работу в объединение «Гжель», где в дальнейшем и трудился.
С 1985 года — член Союза художников СССР, России.
С 1990 года — член Правления Московского Областного союза художников.
В 1996—1997 годах — член художественно-экспертного совета при Правительстве Москвы во время подготовки празднования 850-годовщине основания Москвы.
С 2000 по 2008 годы — член творческой комиссии по народному искусству Всероссийской творческой общественной организации «Союз художников России».
В 2010 году участвовал в работе над экспозицией юбилейной выставки, посвящённой 60-й годовщине Победы в Великой Отечественной войне, в выставочном комплексе на Поклонной горе.
С 2002 по 2008 годы — провел работу по систематизации и практическому воссозданию творческого наследия Денисова Геннадия Васильевича (народного мастера Гжели).
В 2018 году — избран членом-корреспондентом Российской академии художеств от Отделения декоративных искусств.
Владимир Степанович Бидак умер 7 февраля 2021 года.

## Творческая деятельность
Среди известных произведений: цикл из 45 композиций «Святые таинства», жирандоль «Рождественский», квасник «Свидание», квасник «Львы Санкт-Петербурга», столовый сервиз «Весенняя поляна», чайный сервиз «Памяти завода Киселёва», десертный набор «Ягода», набор «После Причастия», каминные часы «Георгий Победоносец», чайный сервиз «Крестьянская семейка».
Произведения находятся в собраниях многих российских музеев.

## Награды
- Государственная премия Российской Федерации в области изобразительного искусства (1995) — за серии произведений в фарфоре и майолике, созданных в 1990—1995 годах[1]
- Заслуженный художник Российской Федерации (2006)[2]
- Медаль «В память 850-летия Москвы»
- Медаль «За большой вклад в подготовку празднования 850-летия основания Москвы»